# Tarnowa (powiat grodziski)

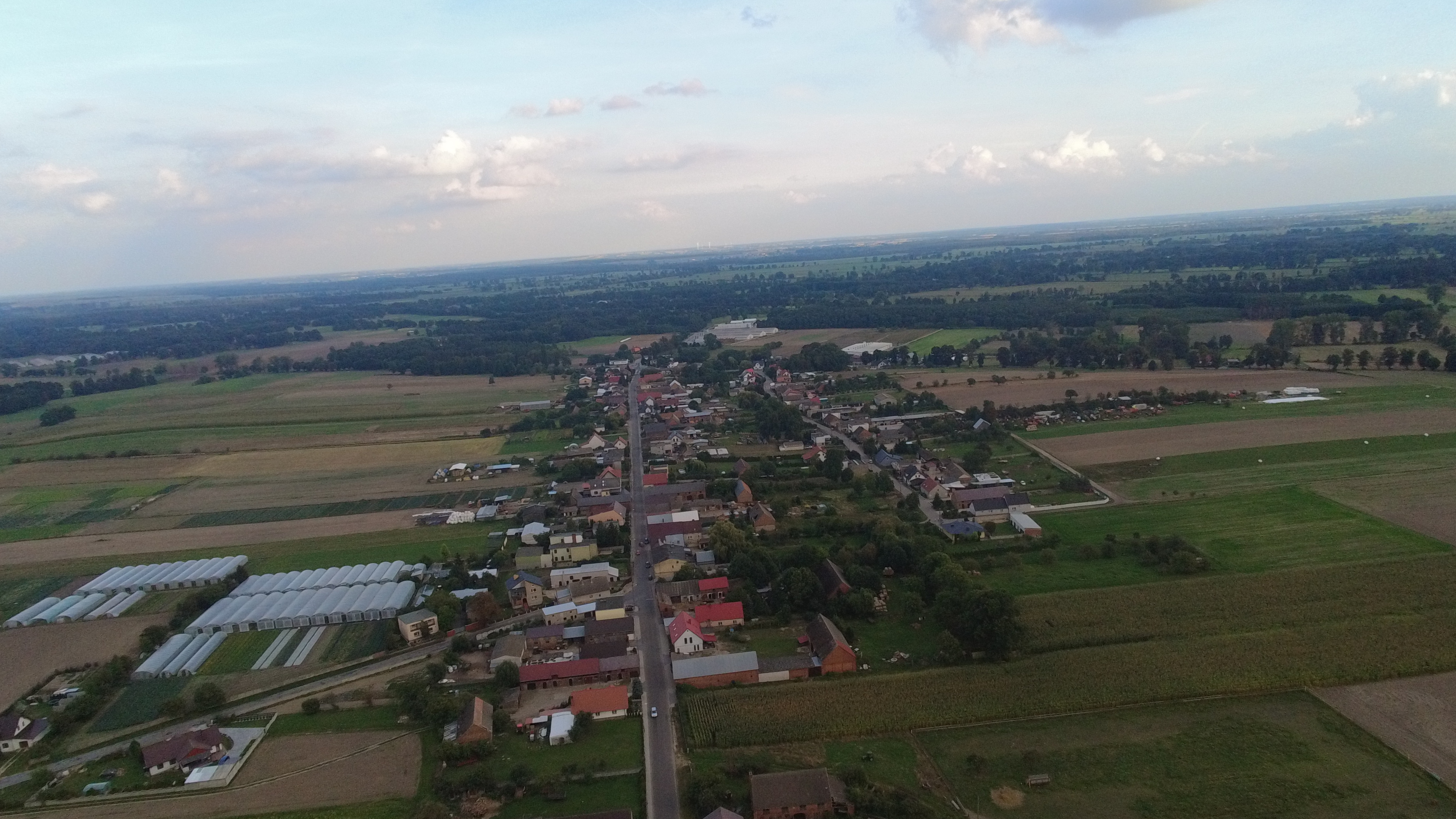
Tarnowa z lotu ptaka

Tarnowa – wieś w Polsce położona w województwie wielkopolskim, w powiecie grodziskim, w gminie Rakoniewice.

## Położenie
Wieś Tarnowa jest płożona przy drodze lokalnej Wolsztyn – Wielichowo, na krawędzi doliny Obry. W kierunku południowym od wsi są rozległe łąki, w przeciwnym – teren pagórkowaty z najwyższym wzniesieniem 80 m n.p.m. W okolicy występuje sporo lasów wyspowych.

## Historia
Miejscowość pierwotnie związana była z Wielkopolską. Ma metrykę średniowieczną i istnieje co najmniej od końca XIV wieku. Po raz pierwszy wymieniana w łacińskim dokumencie z 1380 jako Tarnowa, 1398 Tharnowo, 1436 Tarnowo, 1438 Tarnowa. W 1478 odnotowano odmiejscowe nazwisko pochodzące od nazwy wsi Darnowski, 1493 Tharnowen, Tharnow, 1510 Tharnowa, Tarnova.
Możliwe, że wieś była zasiedlona wcześniej niż odnotowują to archiwalne zapisy. Archeolodzy na terenie wsi odkryli ślady dawnego osadnictwa np. żelazną ość na ryby z nieokreślonego czasu.
Miejscowość była wsią prywatną należącą do lokalnej szlachty wielkopolskiej Tarnowskich, którzy od nazwy wsi przyjęli odmiejscowe nazwisko, a także Koleńskich, Kosickich, Żegrowskich, Drzewieckich, Strykowskich, Ossowskich. W 1461 miejscowość leżała w powiecie kościańskim Korony Królestwa Polskiego. W 1493 należała do parafii Prochy.
W latach 1380–1404 dziedzicami we wsi byli Sambor, Jan, Stanisław, Stępota oraz Maciej Tarnowscy – bracia pochodzący z Prochów oraz Proszkowa, którzy od Tarowy nazywali się Tarnowskimi. W 1404 Sambor z Proszkowa odstąpił połowę Proszkowa oraz Tarnowy swojemu bratu Maciejowi. Sambor wydzielił mu także połowę młyna w Prochach oraz część tej wsi, poręczając również za swego syna Szczepana, że nie będzie przeciwstawiał się temu zapisowi. W 1444 imiennie odnotowany został Grzegorz karczmarz w Tarnowej. W 1461 Jadwiga żona Mikołaja Koleńskiego sprzedała Mikołajowi Kosickiemu całą Tarnowę wraz z łąką w Prochach za 400 grzywien szer. półgroszy.
W 1525 odnotowano opuszczony łan zwany Reklińskim, a także miejscowych kmieci – Wojtka Gomolkę, Wacha Kaczmarka, Jakuba Myessyewy, Jana Vossyevy, Jakuba Starego oraz zagrodników Malika Massya i Babela Furmankę.
W XVI wieku miały miejsce spory własnościowe pomiędzy właścicielami we wsi z rodów Tarnowskich oraz Żegrowskich. W 1524 Stanisław Tomicki kasztelan międzyrzecki sprzedał Maciejowi Żegrowskiemu całą Tarnowę za 400 grzywien. W 1524 Agnieszka Błocka wdowa po Janie Tarnowskim pozwała Macieja Żegrowskiego dziedzica w Tarnowie o wygnanie z połowy wsi, na której miała zapisaną oprawę wdowią. Pozwany zaprzeczył temu, a sąd nakazał wwiązać Agnieszkę w połowę majętności we wsi, dwór oraz obciążył Żegrowskiego zakładem w wysokości 100 grzywien. W 1525 burgrabia kościański wydzielił jej jako pani wiennej połowę wsi Tarnowa, cały dwór, dom, folwark, sołectwo, łąki, opuszczony łan zwany Reklińskim, a także 5 łanów osiadłych i 2 zagrodników, połowy lasu i boru, cały staw na Proskiej Strudze, staw zwany Mały Stawek, opłaty z lasu zwanego Mokry Las, a to wszystko to pod karą umowną 100 grz. nałożoną na Macieja Żegrowskiego.
Miejscowość odnotowana została także w historycznych rejestrach podatkowych. W 1510 w części majętności należącej do Jana Tarnowskiego było 6,5 łana osiadłego, pół łana opuszczonego, który uprawiał dziedzic, 4 zagrodników. Odnotowano także okoliczne lasy i bory. W 1530 miał miejsce pobór podatków od 2 łanów i 3 grosze od karczmy. W 1563 miał miejsce pobór od 3 łanów, 2 karczm dorocznych. W 1580 pobrano podatki z części Jakuba Drzewieckiego w wysokości 30 groszy od jednego łana, po 6 groszy od 2 zagrodników, 2 grosze od jednej komornicy, dwa grosze od wspólnego kołodzieja, 4 grosze od krawca. Z części Andrzeja Strykowskiego pobrano po 30 groszy od 1,5 łana, po 6 gr od 2 zagrodników, po 2 grosze od 2 komorników, 2 grosze od wspólnego kołodzieja, 7,5 grosza od 1/4 łana karczmarskiego. W 1583 odbył się pobór z części należącej do Andrzeja Strykowskiego po 30 gr od 1,5 łana, 7,5 grosza od 1/4 łana karczmarza, po 2 grosze od 2 zagrodników. Natomiast z części należącej do Jadwigi Ossowskiej pobrano po 7,5 grosza do 4 kmieci, z których każdy gospodarował na 1/4 łana, 6 groszy od zagrody karczmarskiej, po 6 gr od dwóch zagrodników oraz 6 groszy od rzemieślnika.
W 1560 Jadwiga córka Wawrzyńca Pogorzelskiego, żona pisarza wschowskiego Jana Ossowskiego  wwiązana została w posiadanie połowy wsi. W 1571 oprawę wdowią zapisał jej na miejscowości mąż Jan Ossowski po 1500 złotych posagu oraz wiana. W 1583 sprzedała ona połowę wsi Wacławowi Słupskiemu za 3000 złotych. W 1580 Anna Żegrowska żona Andrzeja Golińskiego sprzedała za 3600 złotych Adamowi Kamieńskiemu części Tarnowy, które odziedziczyła po swoim zmarłym ojcu Piotrze Żegrowskim. 
Wskutek II rozbioru Polski w 1793 wieś przeszła pod władanie Prus i jak cała Wielkopolska znalazła się w zaborze pruskim. W okresie Wielkiego Księstwa Poznańskiego (1815–1848) miejscowość wzmiankowana jako Tarnowo należała do wsi większych w ówczesnym powiecie babimojskim rejencji poznańskiej. Tarnowo należało do rakoniewickiego okręgu policyjnego tego powiatu i stanowiło część majątku Rakoniewice, który należał wówczas do Czarneckiego. Według spisu urzędowego z 1837 roku Tarnowo liczyło 440 mieszkańców, którzy zamieszkiwali 66 dymów (domostw).
W latach 1975–1998 miejscowość należała administracyjnie do województwa poznańskiego.

## Urodzeni w miejscowości
Urodził się tu Kazimierz Joksz – polski nauczyciel, działacz społeczny, radny gminy Wolsztyn, sołtys wsi Wroniawy, twórca Muzeum Regionalnego.
Zobacz też: Tarnowa, Tarnowałąka